# 최성훈 (방송인)
최성훈(1964년 1월 6일 ~ , 본명:최승만)은 대한민국의 개그맨 겸 방송인이다. 계명대 무역학과를 나온 그는, 1982년 연극배우 첫 데뷔하였으며 그로부터 9년 후 1991년 MBC 특채 개그맨(MBC 청춘 행진곡)으로 선발되었다.

## 방송
- MBC 《오늘은 좋은 날》[2]
- SBS 《좋은 세상 만들기》